# Коляденко, Дмитрий Валерьевич
Дми́трий Валерьевич Коляденко (род. 22 июля 1971, Североморск, Мурманская область) — украинский хореограф, танцовщик, шоумен, телеведущий и певец.

## Биография
Родился 22 июля 1971 года в Североморске (Мурманская область, Россия).
Его отец был строителем, с работой отца были связаны их частые переезды — Североморск, Монголия, Ленинград, Бердянск, Сумы. В Сумском драмтеатре 45 лет проработала его бабушка, по её примеру Дима тоже захотел стать актёром.

### Образование и карьера
В 1989 году окончил Днепропетровское театральное училище. После армии работал в Сумском драматическом театре. Танцевал в опереттах.
Закончил Парижскую школу современной хореографии.
Приехал в Киев, создал балет «Арт-классик», который заметил продюсер Евгений Рыбчинский (сын Юрия Рыбчинского) и пригласил в турне с EL Кравчуком. Работал над мюзиклами «Золушка», «Безумный день, или Женитьба Фигаро», «Снежная королева».
Балет Дмитрия Коляденко гастролирует как отдельная творческая единица.
Был хореографом в нескольких сезонах популярного музыкального телепроекта «Шанс», сперва транслировавшегося каналом «Интер», а затем на «1+1». (2003—2009), там он впервые исполнил песни в прямом эфире.
Вёл или ведёт программы: с 2008 года ведёт программу «Шоумания live» об украинских звёздах шоу-бизнеса на Новом канале, сменив певицу, экс-участницу группы «ВИА Гра» Светлану Лободу, «Сделай мне смешно», «Светлые головы», «Светлые головы-2» на «Новом канале», был членом жюри и хореографом на Фабрике звёзд, был одним из судей телепроекта Майданс-2.
Был председателем жюри всеукраинского школьного чемпионата групп поддержки «DJUICE ФАН 2009»
Вёл в 2010 VI фестиваль восточного танца «Бастет» в Донецке, с 19 по 22 мая 2011 года в Ялте VII открытый фестиваль восточного танца «Бастет».

## Музыка

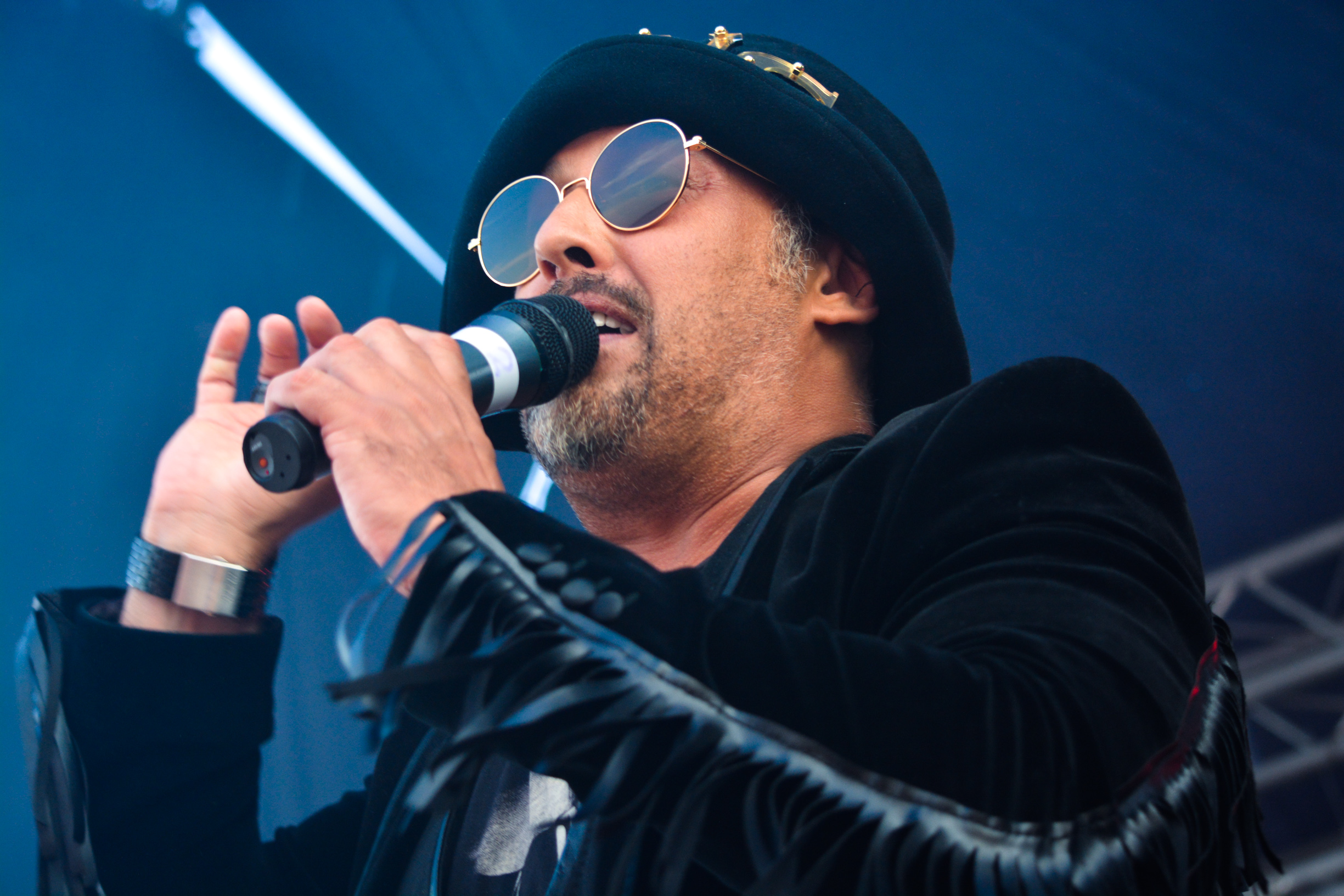
Дима Коляденко в 2015 году

Записал в 2011 году альбом под названием «Дима Коляденко», его клипы показывают на телеканале M1, поёт на вечеринках, звёздных тусовках, сборных концертах фабрикантов, где был ведущим.
Принимал участие как певец, в концерте посвящённом 8 марта, «8 марта в Большом Городе» на канале Интер. В 2011 году получил премию «Самый стильный певец года».

### Семейное положение
После 2 лет армии узнает от друга о том, что его возлюбленная давно вышла замуж, потому и не отвечала на его письма.
Позже женился на хореографе Елене Евгеньевне Шипицыной, с которой вместе работал и пробыл в браке до 2002 года, женщина все же его бросила, признавшись, что любит другого, но оставила его фамилию и стала известной как Елена Коляденко. Через несколько лет Дмитрий сотрудничал с Ириной Билык и прожил с ней два с половиной года (2004—2006), и «брак» закончился так же, как и предыдущий: жена призналась, что любит другого.
Сын — Филипп Коляденко (род. 13 апреля 1993), профессиональный футболист, учился в Институте журналистики Киевского национального университета имени Тараса Шевченко, поёт в группе Kadnay.

## Фильмография
Хореограф
- 2002 — «Золушка»
- 2003 — «Безумный день, или Женитьба Фигаро»
- 2003 — «Снежная королева».

актёр
- 2014 — «Алиса в стране чудес»
- 2009 — Ромашка, кактус, маргаритка[40]

## Песни
- Где Ты
- Кастинг
- Песня без слов
- Сон или всё наяву
- Махаон
- Просто
- Я не скажу (Наталья Волкова и Дмитрий Коляденко (2009))
- Дима Коляденко
- Человек-Чемодан
- Гасимся
- Я больше тебя не жду
- Песня без слов
- Цём-Цём-Цём
- Танцы-Шманцы
- Жизнь прекрасна
- Ти моя половина
- Тумбала Є

## Дискография
- 2011 — Дима Коляденко

## Клипы
- Где ты на YouTube
- Сон или всё наяву на YouTube
- Махаон на YouTube
- Дима Коляденко на YouTube
- Обнимаю до неба тебя на YouTube
- Человек-чемодан (feat группа «Заклепки»)]
- Цём-цём-цём
- Тигрица
- Песня без слов
- Танцы-Шманцы
- Ти моя половина